# Нуклеосинтез із захопленням нейтронів
Нуклеосинтез із захопленням нейтронів описує два шляхи нуклеосинтезу шляхом захоплення нейтронів: r-процес і s-процес, від англійського rapid (швидкий) та slow (повільний) відповідно. R-процес описує захоплення нейтронів в області високого потоку нейтронів, наприклад під час нуклеосинтезу у надновій після колапсу ядра, і дає багаті на нейтрони нукліди. S-процес описує захоплення нейтронів, яке відбувається повільно порівняно зі швидкістю бета-розпаду, як у випадку зоряного нуклеосинтезу, і дає ядра ближче до центру долини стабільності. Кожен процес відповідальний за приблизно половину спостережуваної кількості елементів, важчих за залізо. Важливість захоплення нейтронів для спостережуваної поширеності хімічних елементів була вперше описана в 1957 році в статті B2FH.